# Shōta Iizuka
Shōta Iizuka (jap. 飯塚 翔太, Iizuka Shōta; * 25. Juni 1991 in Omaezaki) ist ein japanischer Leichtathlet, der sich auf den Sprint spezialisiert hat. Mit der japanischen 4-mal-100-Meter-Staffel gewann er 2016 eine olympische Silbermedaille sowie 2017 die Bronzemedaille bei den Weltmeisterschaften in London.

## Sportliche Laufbahn
Erste internationale Erfahrungen sammelte Shōta Iizuka bei den Juniorenweltmeisterschaften 2010 in Moncton, bei denen er im 200-Meter-Lauf in 20,67 s die Goldmedaille gewann. Zudem belegte er mit der japanischen 4-mal-100-Meter-Staffel in 39,89 s Rang vier. Im Jahr darauf nahm er erstmals an der Sommer-Universiade in Shenzhen teil, erreichte dort das Halbfinale über 200 Meter, in dem er mit 21,02 s ausschied. Zudem wurde er mit der Staffel im Vorlauf disqualifiziert. 2012 qualifizierte er sich erstmals für die Olympischen Spiele in London, bei denen er über 200 Meter mit 20,81 s im Vorlauf ausschied und mit der Staffel im Finale Rang vier. Bei den Studentenweltspielen 2013 in Kasan gewann er in 20,33 s die Bronzemedaille über 200 Meter hinter dem Südafrikaner Anaso Jobodwana und Rasheed Dwyer aus Jamaika. Zudem gewann er mit der Staffel die Silbermedaille hinter der Mannschaft aus der Ukraine. Damit qualifizierte er sich für die Weltmeisterschaften in Moskau, bei denen er im Einzelbewerb das Halbfinale erreichte und mit der Staffel in 38,89 s Rang sechs belegte. Anschließend siegte er mit der Staffel bei den Ostasienspielen in Tianjin sowie Silber über 200 Meter.
Bei den IAAF World Relays 2014 auf den Bahamas gelangte er im Finale auf Rang fünf. Im Oktober wurde er bei den Asienspielen in 20,87 s Vierter über 200 Meter, gewann mit der 4-mal-100-Meter-Staffel Silber hinter China und siegte mit der 4-mal-400-Meter-Staffel in 3:01,88 min. Zwei Jahre später qualifizierte er sich erneut für die Olympischen Spiele in Rio de Janeiro. Über 200 Meter schied er in 20,49 s erneut im Vorlauf aus, aber mit der 4-mal-100-Meter-Staffel gelang ihm sein bislang größter Erfolg. Mit 37,60 s im Finale stellte er zusammen mit Ryōta Yamagata, Shūhei Tada und Asuka Cambridge einen neuen Asienrekord auf gewann damit die Silbermedaille hinter den Jamaikanern. Bei den Weltmeisterschaften im Jahr darauf in London erreichte er im Einzelbewerb das Halbfinale und gewann mit der Staffel in 38,04 s im Finale die Bronzemedaille. 2018 gelangte er bei den Asienspielen in Jakarta Rang sechs über 200 Meter und gewann mit der 4-mal-400-Meter-Staffel in 3:01,94 min die Bronzemedaille. Im Jahr darauf nahm er mit der 4-mal-400-Meter-Staffel an den Weltmeisterschaften in Doha teil und schied dort mit 3:02,05 min im Vorlauf aus. 2020 siegte er in 20,74 s beim Seiko Golden Grand Prix und im Jahr darauf siegte er in 20,52 s beim Shizuoka International Athletics Meet sowie in 20,48 s bei Ready Steady Tokyo - Athletics. Anschließend nahm er über 200 Meter an den Olympischen Spielen in Tokio teil und schied dort mit 21,02 s in der ersten Runde aus.
2022 siegte er in 20,34 s über 200 Meter beim Shizuoka International Athletics Meet und anschließend schied er bei den Weltmeisterschaften in Eugene mit 20,77 s im Halbfinale aus. Im Jahr darauf siegte er in 20,53 s beim Brisbane Track Classic und schied bei den Weltmeisterschaften in Budapest mit 20,54 s erneut im Semifinale aus. 2024 schied er bei den Olympischen Sommerspielen in Paris mit 20,72 s im Halbfinale aus. Im Jahr darauf belegte er bei den Asienmeisterschaften in Gumi in 20,66 s den vierten Platz über 200 Meter.
In den Jahren 2013, 2016, 2018 und 2020 wurde Iizuka Japanischer Meister im 200-Meter-Lauf. Er absolvierte ein Rechtsstudium an der Chūō-Universität in Tokio.

## Persönliche Bestzeiten
- 100 Meter: 10,08 s (+1,9 m/s), 4. Juni 2017 in Tottori
- 200 Meter: 20,11 s (+1,8 m/s), 26. Juni 2016 in Nagoya
- 300 Meter: 32,37 s, 13. März 2022 in Hachiōji